# یاکوب مالی
یاکوب مالی (چکی: Jakub Malý؛ ۴ اوت ۱۸۱۱ – ۷ مارس ۱۸۸۵) مورخ، نویسنده و روزنامه‌نگار اهل چک بود.